# Drosophila ironensis
Drosophila ironensis är en tvåvingeart som beskrevs av Bock och Michael J. Parsons 1978. Drosophila ironensis ingår i släktet Drosophila och familjen daggflugor.
Artens utbredningsområde är Australien.